# Bennett-kazuár
A Bennett-kazuár (Casuarius bennetti) a madarak osztályának struccalakúak (Struthioniformes) rendjébe, a kazuárfélék (Casuariidae) családjába tartozó faj.
Nevét George Bennett ausztrál természettudósról kapta.

## Elterjedése
Új-Guinea sűrű erdejeiben, valamint a közelben található Yapen szigeten és a Bismarck-szigetek közé tartozó Új-Britannia szigetén él 3300 méter felett.

## Alfajai
- Casuarius bennetti bennetti
- Casuarius bennetti claudii
- Casuarius bennetti goodfellowi
- Casuarius bennetti hecki
- Casuarius bennetti papuanus
- Casuarius bennetti picticollis
- Casuarius bennetti shawmayeri

## Megjelenése
Magassága 150 centiméter. A három kazuárfaj közül ez a legkisebb termetű.
Lapos szegycsontú, röpképtelen madár. Nyaka kék, oldalán apró, sötétvörös folttal. Barna szőrszerű tollai vannak.

## Életmódja
Egyedül, magányosan él, csak a szaporodási idején él párban. Főleg nedvdús erdei terméseket fogyaszt, de halat, gyíkot, békát és diót is eszik. A legsűrűbb erdőket lakja, gyéren lakott szigeteken nagyon gyakori. Sisakjának különösen a járatlan sűrűsökön való gyors átfutás közben látja hasznát.

## Védelme
A folyamatban lévő élőhelyek elvesztése, az élőhelyek pusztulása és a vadászat miatt (gyakran tartják fogságban is) a veszélyeztetett fajok listájára került.